# ایلیاس سیستمز
ایلیاس سیستمز (انگلیسی: Alias Systems) شرکت نرم‌افزار کانادایی است، که در سال ۱۹۹۳ توسط استفان بینگهام تأسیس شد و هم‌اکنون زیرمجموعه‌ای از شرکت اتودسک می‌باشد.